# Pangnirtung
Pangnirtung (em inuktitut: Panniqtuuq; lar dos caribus; comumente Pang) é uma pequena vila na região de Qikiqtaaluk, Nunavut, Canadá. Situada na ilha de Baffin, na costa do Cumberland Sound, e localizada 50 km (31 mi) ao sul do Círculo Polar Ártico, a vila é habitada por pelo menos 1 200 inuítes. Em 2021, sua população era de 1 504 habitantes.

## Clima e paisagem
Entre junho e agosto, meses quentes em Pangnirtung, as temperaturas locais variam entre 5 °C (41 °F) e 20 °C (68 °F). Durante a maior parte de junho, o sol brilha 24 horas por dia na vila. Durante o inverno, as temperaturas podem ser extremas, às vezes chegando à −40 °C (−40 °F), o que, com a sensação térmica, pode chegar a parecer −60 °C (−76 °F). É também durante o inverno que a vila é banhada por apenas duas horas e meia de luz do dia. 
Pang está localizada em um fiorde, cercada por altas montanhas cobertas de neve. O aparecimento de neblina é comum, especialmente nos meses de verão, um problema que impede o pouso de aviões no local.

## Turismo

### Desenvolvimento sem estrutura
No início da década de 1970, um acampamento de pesca esportiva e um hotel foram construídos em Pangnirtung. Além disso, o Parque Nacional Auyuittug, onde se pode praticar o montanhismo, as caminhadas, a fotografia e a observação da natureza, foi estabelecido a cerca de 30 km ao norte da vila. No entanto, até 1981, a maior parte das atividades turísticas em Pang cresceram desestruturadamente e sem controle local, o que resultou em muito poucos benefícios para a comunidade. Somente a partir de então uma estratégia que passou a levar em conta o desenvolvimento turístico baseado na comunidade foi implantada, por iniciativa do Governo dos Territórios do Noroeste, por meio do Departamento Canadense de Economia.

### Preocupação com a cultura inuíte
Embora o potencial turístico da vila de Pang fosse grande, a comunidade foi encorajada a definir um ritmo e direção para a exploração deste potencial que fosse consistente com não apenas com a herança cultural dos inuítes, mas também com seu estilo de vida e tradições. Assim, antes de decidir se iriam ou não apoiar o turismo como meio para o crescimento social e econômico, a comunidade primeiro compreendeu o significado do conceito de turismo, para depois entender suas consequências, como impactos transculturais e a falta de entendimento, pelos visitantes, do estilo de vida de caça e captura ao qual os inuítes estão habituados.
A implantação de um programa de informação e educação pública foi fundamental no processo de discussão sobre o turismo, utilizando campanhas veiculadas no rádio, boletins informativos, cartazes e reuniões comunitárias. Com o tempo, a preocupação com o turismo evoluiu para interesse, apoio e, finalmente, participação direta. Apesar da existência de opositores e apoiadores do turismo, uma dinâmica capaz de assegurar uma representação equilibrada da comunidade no desenvolvimento da atividade foi estabelecida, e este  processo resultou na promoção e no desenvolvimento do turismo de forma compatível com atividades tradicionais dos inuítes, na criação de empregos e na redução da dependência de assistência social por parte da comunidade, com o desenvolvimento de habilidades na gestão de negócios turísticos.

### Atrações turísticas

Visão panorâmica do fiorde de Pangnirtung

A vila de Pangnirtung é conhecida por suas deslumbrantes paisagens montanhosas e glaciares, e oferece diversas experiências únicas. Entre os principais atrativos turísticos estão o Parque Nacional Auyuittuq, conhecido pela beleza natural e famoso por ter sido o cenário da abertura do filme de ação de James Bond, "007 - O Espião Que Me Amava" e o Parque Territorial de Kekerten, que oferece aos turistas uma visão da história da caça de baleias que era praticada na vila.
A localidade também é famosa por sua arte. Outra grande atração para os turistas é o Centro de Arte Inuíte Uqqurmiut. A associação de artistas do Centro possui diversas lojas de tecelagem, que criam lindas tapeçarias e estampas tecidas.  A comunidade artística também é famosa pelos pang hats, gorros de crochê com padrões coloridos feitos por artesãos locais, que também podem ser comprados na loja de presentes do local.
A vila também possui uma cena artística vibrante, e uma importante pesca comercial.

## História
Pangnirtung viveu três ondas de mudanças econômicas e demográficas. 
A primeira onda, entre 1824 a 1919, foi caracterizada pela caça às baleias — o que durou até meados de 1910 — e pelo comércio de peles — perdurando até a década de 1950. Por volta de 1860, baleeiros escoceses e americanos estabeleceram estações permanentes em Cumberland Sound, gerando não somente diversas mudanças materiais e culturais, como também grandes perdas populacionais devido a doenças, e pela quase extinção da baleia-da-groenlândia.
A segunda onda começou a partir de 1921, depois que a população se distribuiu nos chamados locais familiares (em inuktitut: ilagiit nunagivaktangit), ocupados por seus ancestrais antes de 1840, e utilizados sazonalmente para caça, colheita e coleta de recursos naturais. Nestes locais, eram caçados focas e caribus, além de baleias, morsas e raposas brancas. Esta caça, juntamente com peles e óleo de foca, eram trocados por alimentos importados e produtos manufaturados em Pangnirtung pelo menos uma vez por ano.
Pangnirtung só começou a ser habitada de maneira mais permanente a partir de 1921, quando uma segunda onda de mudanças ocorreu, com a população se distribuindo nos chamados locais familiares (em inuktitut: ilagiit nunagivaktangit), ocupados por seus ancestrais antes de 1840, e utilizados sazonalmente para a caça de focas, caribus, baleias, morsas e raposas brancas, além de colheita e coleta de recursos naturais. Neste ano a vila começou a crescer mais consistentemente, com a abertura de um posto comercial da Companhia da Baía de Hudson, seguida do estabelecimento de uma base da Real Polícia Montada Canadense, em 1923, de uma missão anglicana em 1926, e da fundação do Hospital da Missão de São Lucas, em 1930.

A partir de 1962, com um número crescente de funcionários e serviços governamentais sendo estabelecidos em Pangnirtung, uma terceira onda de mudanças se iniciou, interrompendo a economia baseada na caça e na captura. Esta terceira onda coincidiu com a chegada da maioria da população inuíte à vila, depois que uma grave epidemia de cinomose foi responsável pelo extermínio de muitos cães de trenó em Cumberland Sound. Desde então, Pang se tornou famosa por sua arte, beleza natural e pela proximidade com o Parque Nacional Auyuittuq.